# Superbike-Weltmeisterschaft 2002
Die Superbike-WM-Saison 2002 war die 15. in der Geschichte der FIM-Superbike-Weltmeisterschaft. Bei 13 Veranstaltungen wurden 26 Rennen ausgetragen.

## Punkteverteilung
Weltmeister wird derjenige Fahrer beziehungsweise der Hersteller, der bis zum Saisonende die meisten Punkte in der Weltmeisterschaft angesammelt hat. Bei der Punkteverteilung werden die Platzierungen im Gesamtergebnis des jeweiligen Rennens berücksichtigt. Die fünfzehn erstplatzierten Fahrer jedes Rennens erhalten Punkte nach folgendem Schema:
| Punkteverteilung | Punkteverteilung | Punkteverteilung | Punkteverteilung | Punkteverteilung | Punkteverteilung | Punkteverteilung | Punkteverteilung | Punkteverteilung | Punkteverteilung | Punkteverteilung | Punkteverteilung | Punkteverteilung | Punkteverteilung | Punkteverteilung | Punkteverteilung |
| ---------------- | ---------------- | ---------------- | ---------------- | ---------------- | ---------------- | ---------------- | ---------------- | ---------------- | ---------------- | ---------------- | ---------------- | ---------------- | ---------------- | ---------------- | ---------------- |
| Platz            | 1                | 2                | 3                | 4                | 5                | 6                | 7                | 8                | 9                | 10               | 11               | 12               | 13               | 14               | 15               |
| Punkte           | 25               | 20               | 16               | 13               | 11               | 10               | 9                | 8                | 7                | 6                | 5                | 4                | 3                | 2                | 1                |

In die Wertung kamen alle erzielten Resultate.

## Wissenswertes
- In Imola wurde der erste Lauf nach elf Runden abgebrochen, später neu gestartet und beide Teile zusammen gewertet.
- Nach der Saison zog sich Honda aus der Weltmeisterschaft zurück, Weltmeister Colin Edwards stand ohne Team da und wechselte schließlich in die MotoGP-Klasse, wo er für Aprilia an den Start ging.

## Rennergebnisse
|    | Datum  | Rennen             | Strecke        | Pole-Position | Lauf | Platz 1       | Platz 2             | Platz 3        | Schn. Rennrunde |
| -- | ------ | ------------------ | -------------- | ------------- | ---- | ------------- | ------------------- | -------------- | --------------- |
| 1  | 10.03. | Spanien            | Valencia       | Troy Bayliss  | 1    | Troy Bayliss  | Noriyuki Haga       | Ben Bostrom    | Troy Bayliss    |
| 1  | 10.03. | Spanien            | Valencia       | Troy Bayliss  | 2    | Troy Bayliss  | Noriyuki Haga       | Colin Edwards  | Ben Bostrom     |
| 2  | 24.03. | Australien         | Phillip Island | Colin Edwards | 1    | Troy Bayliss  | Colin Edwards       | Rubén Xaus     | Colin Edwards   |
| 2  | 24.03. | Australien         | Phillip Island | Colin Edwards | 2    | Troy Bayliss  | Colin Edwards       | Rubén Xaus     | Colin Edwards   |
| 3  | 07.04. | Südafrika          | Kyalami        | Colin Edwards | 1    | Troy Bayliss  | Colin Edwards       | Rubén Xaus     | Noriyuki Haga   |
| 3  | 07.04. | Südafrika          | Kyalami        | Colin Edwards | 2    | Troy Bayliss  | Rubén Xaus          | Colin Edwards  | Noriyuki Haga   |
| 4  | 21.04. | Japan              | Sugo           | Noriyuki Haga | 1    | Colin Edwards | Makoto Tamada       | Noriyuki Haga  | Noriyuki Haga   |
| 4  | 21.04. | Japan              | Sugo           | Noriyuki Haga | 2    | Makoto Tamada | Colin Edwards       | Neil Hodgson   | Makoto Tamada   |
| 5  | 12.05. | Italien            | Monza          | Neil Hodgson  | 1    | Troy Bayliss  | Neil Hodgson        | Colin Edwards  | Troy Bayliss    |
| 5  | 12.05. | Italien            | Monza          | Neil Hodgson  | 2    | Troy Bayliss  | Colin Edwards       | Noriyuki Haga  | Troy Bayliss    |
| 6  | 26.05. | Großbritannien     | Silverstone    | Troy Bayliss  | 1    | Colin Edwards | Noriyuki Haga       | Neil Hodgson   | Troy Bayliss    |
| 6  | 26.05. | Großbritannien     | Silverstone    | Troy Bayliss  | 2    | Troy Bayliss  | Colin Edwards       | Rubén Xaus     | Troy Bayliss    |
| 7  | 09.06. | Deutschland        | EuroSpeedway   | Troy Bayliss  | 1    | Troy Bayliss  | Colin Edwards       | Rubén Xaus     | Troy Bayliss    |
| 7  | 09.06. | Deutschland        | EuroSpeedway   | Troy Bayliss  | 2    | Troy Bayliss  | Colin Edwards       | Rubén Xaus     | Rubén Xaus      |
| 8  | 23.06. | San Marino         | Misano         | Troy Bayliss  | 1    | Troy Bayliss  | Colin Edwards       | Neil Hodgson   | Troy Bayliss    |
| 8  | 23.06. | San Marino         | Misano         | Troy Bayliss  | 2    | Troy Bayliss  | Colin Edwards       | Noriyuki Haga  | Colin Edwards   |
| 9  | 14.07. | Vereinigte Staaten | Laguna Seca    | Colin Edwards | 1    | Troy Bayliss  | Rubén Xaus          | Colin Edwards  | Noriyuki Haga   |
| 9  | 14.07. | Vereinigte Staaten | Laguna Seca    | Colin Edwards | 2    | Colin Edwards | Troy Bayliss        | Neil Hodgson   | Neil Hodgson    |
| 10 | 28.07. | Europa             | Brands Hatch   | Neil Hodgson  | 1    | Colin Edwards | Neil Hodgson        | Troy Bayliss   | Troy Bayliss    |
| 10 | 28.07. | Europa             | Brands Hatch   | Neil Hodgson  | 2    | Colin Edwards | Troy Bayliss        | Neil Hodgson   | Colin Edwards   |
| 11 | 01.09. | Deutschland        | Oschersleben   | Neil Hodgson  | 1    | Colin Edwards | Troy Bayliss        | Neil Hodgson   | Colin Edwards   |
| 11 | 01.09. | Deutschland        | Oschersleben   | Neil Hodgson  | 2    | Colin Edwards | Troy Bayliss        | Neil Hodgson   | Colin Edwards   |
| 12 | 08.09. | Niederlande        | Assen          | Colin Edwards | 1    | Colin Edwards | Troy Bayliss        | Noriyuki Haga  | Colin Edwards   |
| 12 | 08.09. | Niederlande        | Assen          | Colin Edwards | 2    | Colin Edwards | Pierfrancesco Chili | James Toseland | Rubén Xaus      |
| 13 | 29.09. | Italien            | Imola          | Colin Edwards | 1    | Colin Edwards | Troy Bayliss        | Rubén Xaus     | Colin Edwards   |
| 13 | 29.09. | Italien            | Imola          | Colin Edwards | 2    | Colin Edwards | Troy Bayliss        | Rubén Xaus     | Troy Bayliss    |

## Fahrerwertung
| 1  | Colin Edwards        | Honda VTR1000 SP2  | Castrol Honda             | 552 |
| 2  | Troy Bayliss         | Ducati 998 F02     | Ducati Infostrada         | 541 |
| 3  | Neil Hodgson         | Ducati 998 F01     | HM Plant Ducati           | 326 |
| 4  | Noriyuki Haga        | Aprilia RSV 1000   | Playstation2-FGF Aprilia  | 278 |
| 5  | Ben Bostrom          | Ducati 998 F02     | Ducati L&M                | 261 |
| 6  | Rubén Xaus           | Ducati 998 F02     | Ducati Infostrada         | 249 |
| 7  | James Toseland       | Ducati 998 F01     | HM Plant Ducati           | 195 |
| 8  | Pierfrancesco Chili  | Ducati 998 RS      | Ducati NCR Axo            | 167 |
| 9  | Chris Walker         | Kawasaki ZX-7RR    | Kawasaki Racing           | 152 |
| 10 | Gregorio Lavilla     | Suzuki GSX-R 750 Y | Alstare Suzuki Corona     | 130 |
| 11 | Broc Parkes          | Ducati 998 RS      | Ducati NCR Parmalat       | 77  |
| 12 | Juan Borja           | Ducati 998 RS      | Spaziotel Racing          | 74  |
| 13 | Lucio Pedercini      | Ducati 998 RS      | Pedercini                 | 71  |
| 14 | Hitoyasu Izutsu      | Kawasaki ZX-7RR    | Kawasaki Racing           | 62  |
| 15 | Marco Borciani       | Ducati 998 RS      | Pedercini                 | 55  |
| 16 | Steve Martin         | Ducati 998 RS      | DFX Racing Ducati Pirelli | 52  |
| 17 | Eric Bostrom         | Kawasaki ZX-7RR    | Kawasaki Racing           | 49  |
| 18 | Makoto Tamada        | Honda VTR1000 SP2  | Cabin Honda               | 45  |
| 19 | Mauro Sanchini       | Kawasaki ZX-7RR    | Kawasaki Bertocchi        | 41  |
| 20 | Alessandro Antonello | Ducati 998 RS      | DFX Racing Ducati Pirelli | 38  |
| 21 | Shane Byrne          | Ducati 998 RS      | Renegade Ducati           | 30  |

| 22 | Peter Goddard     | Benelli Tornado 900 | Benelli Sport         | 23 |
| 23 | Akira Yanagawa    | Kawasaki ZX-7RR     | Kawasaki Racing       | 20 |
| 24 | Aaron Yates       | Suzuki GSX-R 750 Y  | Yoshimura Suzuki      | 17 |
|    | Serafino Foti     | Ducati 996 RS       | Pedercini             | 17 |
| 26 | Nicky Hayden      | Honda VTR 1000      | American Honda        | 16 |
|    | Wataru Yoshikawa  | Yamaha YZF-R7       | YSP Racing & PRESTO   | 16 |
| 28 | Mark Heckles      | Honda VTR 1000 SP2  | Castrol Honda Rumi    | 15 |
| 29 | Takeshi Tsujimura | Yamaha YZF-R7       | YSP Racing & PRESTO   | 12 |
| 30 | Michael Rutter    | Ducati 998 RS       | Renegade Ducati       | 11 |
|    | Ivan Clementi     | Kawasaki ZX-7RR     | Kawasaki Bertocchi    | 11 |
| 32 | Doug Chandler     | Ducati 998 R        | HMC Ducati Racing     | 10 |
| 33 | Mat Mladin        | Suzuki GSX-R 750 Y  | Yoshimura Suzuki      | 6  |
| 34 | Alex Hofmann      | Kawasaki ZX-7RR     | Kawasaki Racing       | 4  |
|    | Alessandro Valia  | Ducati 996 R        | Ass. Sportiva Bassani | 4  |
| 36 | Michele Malatesta | Ducati 996 RS       | Pro.Con.              | 3  |
|    | Bertrand Stey     | Honda VTR1000 SP1   | White Endurance       | 3  |
| 38 | Dean Ellison      | Ducati 996 RS       | D & B Racing          | 2  |
|    | Glen Richards     | Kawasaki ZX-7RR     | Hawk Kawasaki         | 2  |
| 40 | Yuichi Takeda     | Honda VTR1000 SP2   | Sakurai Honda         | 1  |
|    | Jerónimo Vidal    | Honda VTR1000 SP1   | White Endurance       | 1  |

## Konstrukteurswertung
| 1 | Ducati   | 575 |
| 2 | Honda    | 557 |
| 3 | Aprilia  | 278 |
| 4 | Kawasaki | 208 |
| 5 | Suzuki   | 147 |
| 6 | Benelli  | 23  |
| 7 | Yamaha   | 16  |